# Independents de la Segarra
Independents de la Segarra és una plataforma política d'àmbit comarcal sorgida l'any 2003 fruit de la unió de diverses candidatures independents i militants provinents de l'Agrupació d'Independents Progressistes i Nacionalistes. Actualment el partit està vinculat a Esquerra Republicana de Catalunya, amb la qual es presenta sota les sigles InSe-AM en alguns ajuntaments de la Segarra.
Es presentaren per primer cop a les eleccions municipals del 2003, i obtingueren 1.059 traduïts en 12 regidors. L'any 2007 mantenen el mateix nombre de regidors al conjunt de la comarca. A partir de l'any 2011 formalitzen una aliança electoral amb ERC, d'aquesta manera a les eleccions del mateix any a Talavera i Estaràs es presenten amb les sigles de InSe - AM, obtinguent 11 regidors i l'alcaldia d'Estaràs. L'any 2015 també obtenen 11 regidors, resultats que li proporcionaren l'alcaldia Estaràs (5 regidors) i ser decisius en la paeria de Cervera, així com un conseller al consell comarcal. A les eleccions municipals de 2019, només es presentaren a Estaràs i Talavera i obtingueren 109 vots i 3 regidors, fet que li provocà la pèrdua de representació al consell comarcal.
L'actual president del partit és Joan Batet, històric alcalde d'Estaràs.